# Yun Kōga
Risa Kimura (木村 理紗 Kimura Risa?,  Shinagawa, Tokio, 9 de julio de 1965), conocida por su seudónimo de Yun Kōga (高河 ゆん Kōga Yun?), es una mangaka japonesa. Algunas de sus obras más conocidas son Loveless y Earthian. Está casada con el también mangaka Tatsuneko, de quien tomó el nombre de Risa Yamada (山田 理沙 Yamada Risa?), y con quien tiene una hija. Kōga se graduó de la escuela Mita Senior High School en Tokio. Actualmente reside en Setagaya con su familia.

## Carrera
Kōga comenzó su carrera dibujando dōjinshis de obras populares como Saint Seiya, Captain Tsubasa y Maōden. Debutó en una revista comercial con Metal Heart (serializado en Comic VAL de Kōbunsha desde noviembre de 1986). Después de su debut, continuó contribuyendo en numerosas obras de dōjinshi. Sin embargo, la disolución posterior de su círculo dōjin, Yajō Teikoku, el cual había fundado con Maki Chikura, la llevó a tomar numerosas pausas de sus trabajos comerciales. Debido a esto, hubo algunas obras incompletas escritas por Kōga durante este período.
Durante sus años en la escuela media, Kōga era fanática de las obras de Masami Kurumada; entre las cuales se destacan Ring ni Kakero, Fūma no Kojirō, Saint Seiya y B't X (serializada en la Weekly Shōnen Jump), enviando al mangaka numerosas cartas pidiéndole conocerlo, después de lo cual Kurumada finalmente accedió e invitó a Kōga a su lugar de trabajo. Cuando se le preguntó acerca de su seudónimo en una entrevista en la edición de septiembre de la revista Puff, Kōga respondió que originalmente había pensado en llamarse Jun Kōga, pero posteriormente la cambió a "Yun Kōga".
Entre sus obras más destacadas se encuentran Loveless, que ha sido serializada en la Monthly Comic Zero Sum desde 2002 y aún está en curso, así como su trabajo Tenshichō (天使 庁). También ha trabajado como ilustradora en la célebre revista literaria Faust. En 2007, contribuyó en los diseños de personajes de la serie de anime de Sunrise, Mobile Suit Gundam 00.

## Obras

### En curso
- Loveless (LOVELESS) 2001–
- Tenshichou (天使庁) 2002–2007
- Kill Me (KILL ME) 2003–2006
- Satou-kun to Tanaka-san -The blood highschool (佐藤くんと田中さん -The blood highschool) 2007–

### Completas
- Riddle Story of Devil (Akuma no Riddle) 2012–2016
- Earthian (アーシアン) 1987–1995
- Saffron Zero Beat (サフラン・ゼロ・ビート) 1988–1991
- Kodomotachi wa Yoru no Juunin (子供たちは夜の住人) 1988–1990
- Rōrakaizā (ローラカイザー) 1988–1993
- REN AI - Renai - (REN-AI 恋愛) 1989–1999
- You're My Only Shinin' Star (You're My Only Shinin' Star 君はぼくの輝ける星) 1989–1990
- Kiga Ichizoku (飢餓一族) 1992–1993
- Gestalt (超獣伝説ゲシュタルト Chōjū Densetsu Geshutaruto?) 1992–2001[1]
- Yousei Jiken (妖精事件) 1993–1999
- La Vie en Rose (LA VIE EN ROSE) 1995–1998
- Crown of Love (恋愛-CROWN-) 1998–2002
- Hapipuri (はぴぷり) 1999–2001
- Earthian Gaiden Himitsu no Hanazono (アーシアン外伝 秘密の花園) 2002
- Bite Me

### Incompletas
- B-gata Doumei (B型同盟), 1988–1989
- Genji (源氏), 1988–1995
- Yajou Teikoku (夜嬢帝国), 1988–1989
- Arisu in Wonderland (ありす IN WONDERLAND), 1989–1992
- Vanpu - Kyuuketsu no To - (ヴァンプ-吸血の徒-), 1989–1995
- Hurricane Hill (ハリケーン・ヒル), 1997
- Chronicle (クロニクル), 1998–1998

### Historias cortas
- Metal Heart (メタルハート), 1986
- Mind Size (マインドサイズ), 1986–1988
- Glass Magic (グラス・マジック), 1988
- Hot Staff '88 (ほっと・すたっふ'88), 1988
- Ōkami wo Meguru Bouken (狼をめぐる冒険), 1989
- Kugatsu no Natsu (9月の夏), 1989
- Yakusoku no Natsu (約束の夏), 1991
- Yousei Jiken 1992 (妖精事件 1992), 1992
- Kurayamizaka (暗闇坂), 1999

### Colección de libros de arte
- LOVE SONGS (1988)
- SSSSPECIAL (1989)
- YOUR EYES ONLY (2005)
- Mobile Suit Gundam 00 Kouga Yun Design Works (2009)
- Mobile Suit Gundam 00 Kouga Yun Dear Meisters COMIC&ARTS (2009)
- Mobile Suit Gundam 00 Kouga Yun Works Complete (2010)

### Otros trabajos
- Cycland (CYCLAND サイクランド) 1991
- Imadoki no Vampire: Bloody Bride Setting Collection (いまどきのバンパイア-高河ゆん+大貫健一設定原画集) 1997
- LOVELESS MIND MAP (LOVELESS MIND MAP) 2005

## Ilustraciones
- Makenden (Seika Nagare)
- Mangaka Marina series (Hitomi Fujimoto)
- High School Aura Buster (Mio Wakagi)
- Light Gene no Isan (Chōhei Kanbayashi)
- Moerurubu Tokyo Annai 2006